# ذاکر مجیدوف
ذاکر مجیدوف (ترکی آذربایجانی: Zakir Məcidov; ۲۶ ژوئن ۱۹۵۶ – ۶ اوت ۱۹۹۲) قهرمان ملی جمهوری آذربایجان است، که در جنگ قره‌باغ توسط نیروهای ارمنستان کشته شد.

## زندگی‌نامه
ذاکر مجیدوف ۲۶ ژوئن سال ۱۹۵۶ در روستای «حسن‌آباد» شهرستان نفت‌چاله در آذربایجان شوروی به دنیا آمد. او مدرک کارشناسی حود را در سال ۱۹۷۷ با درجه ستوان از مدرسه عالی هوانوردی «ساساوو» در استان ریازان شوروی به دست آورد.
در سال ۱۹۷۸، کارنامه خود را به عنوان مکانیک در یکی یگان‌های نیروهای مسلح جمهوری آذربایجان کرد. در سال ۱۹۷۹، به عنوان عضو خدمه در پروازهای تابستانی آنتونوف ای‌ان-۲ در یگان «زابرات» مشغول به کار شده و در سال ۱۹۸۰ به فرماندهی همان هواپیما رسید که تا ۷ سال دیگر در این سمت ابقاء گردید. در سال ۱۹۸۴ برای افزایش مهارت‌های خود در دوره آموزشی خلبانی بالگرد نظامی «میل می-۲» در «مکتب خلبانی کرمنچوک» در کشور اوکراین خضور یافت. سرانجام، در سال ۱۹۸۵ به عنان عضور خدمه هواگرد یادشده تعیین شد.

## مرگ
ذاکر مجیدوف در فوریه سال ۱۹۹۲ به فرماندهی یگان هلیکوپترهای «میل می-۲» هوانوردی نظامی نیروهای مسلح جمهوری آذربایجان، مستقر در شهرک «قلعه» باکو رسید. او با هواگردهای نوع یاد شده در نبردها در جنگ قره‌باغ شرکت داشت. در ۶ اوت سال ۱۹۹۲، به همراه خدمه بالگرد سه بار پرواز نمود و مأموریت جنگی محوله را با موفقیت انجام داد.
ولی برای چهارمین بار هم دستور رزمی دریافت کرد که این آخرین پروازش بود. هلیکوپتر آن‌ها به هنگام اجرای مأموریت جنگی بر فراز ارتفاع کوساپات، بر اثر برخورد موشک شلیک شده توسط نیروهای ارمنستان سطوق کرد و تمام خدمه آن از جمله ذاکر مجیدوف، فرمانده ارشد ۳۶ ساله، روسلان پولووینکو، خلبان ۲۲ ساله، و جوانشیر رحیموف، مسلسل‌چی ۱۹ ساله کشته شدند.
ذاکر مجیدوف در خیابان شهدای باکو تدفین شد.

## خانواده
ذاکر مجیدوف در نوامبر ۱۹۹۱ ازدواج کرده بود و پسر او، فؤاد، سه ماه پس از مرگش تولد یافت.

## نشان
مطابق فرماه شماره ۲۰۴ رئیس‌جمهوری آذربایجان مورخ ۱۴ سپتامبر سال ۱۹۹۲، پس از مرگش به ذاکر مجیدوف نشان قهرمان ملی این کشور اهدا شد.